# Sir Héctor

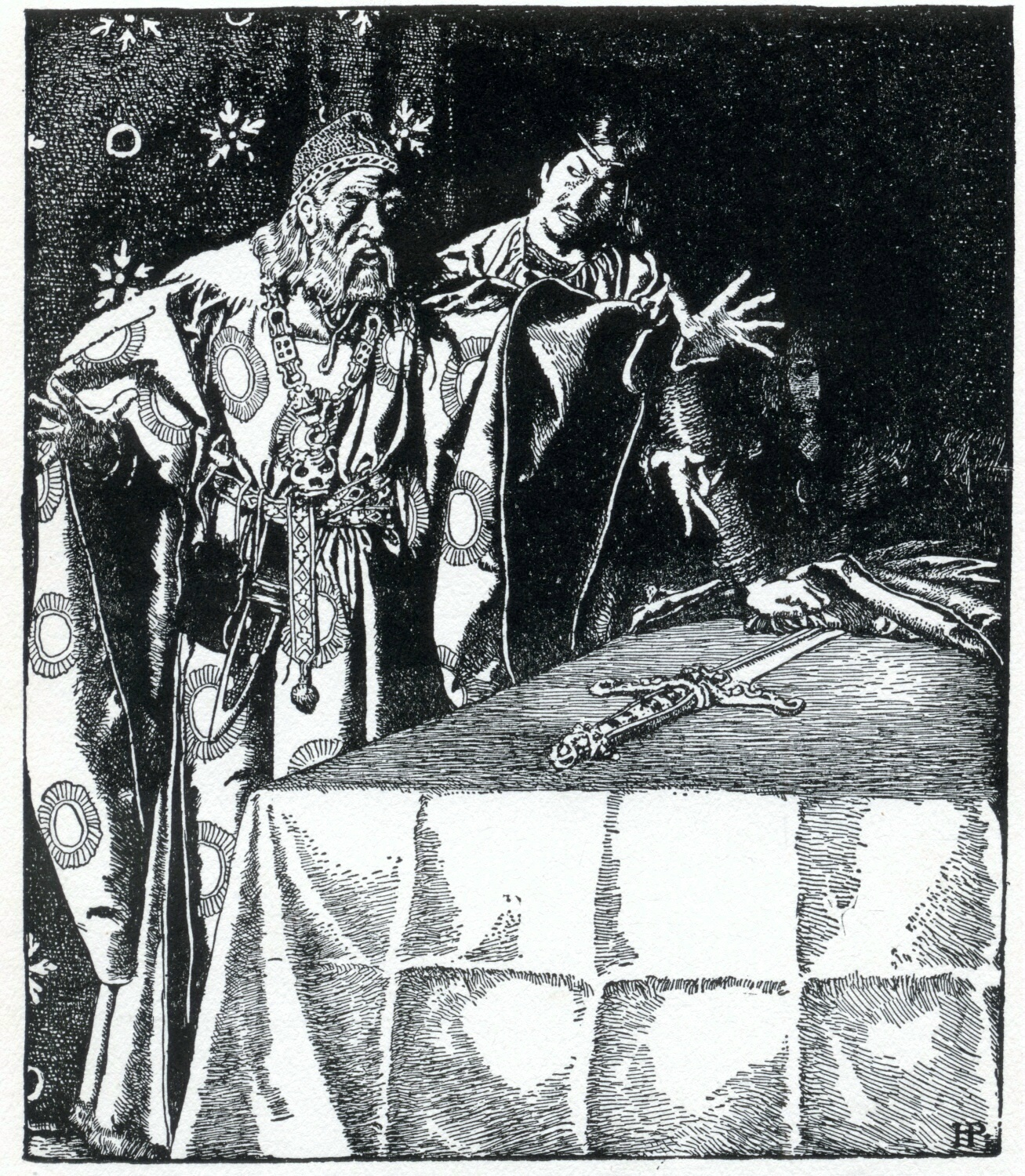
Sir Héctor y Sir Kay. Ilustración de Howard Pyle para la edición de 1903 de La historia del Rey Arturo y de sus caballeros (The Story of King Arthur and His Knights).

Sir Héctor (también Ector, Antor, o Ectorius) es un personaje de las historias del rey Arturo y los caballeros de la Mesa Redonda de Camelot. Sir Héctor es el padre de Sir Kay, y padrastro de Arturo. A veces se le menciona como un rey y no meramente como un señor, y tiene propiedades en Londres y en la provincia. T. H. White menciona que sus tierras están en el Bosque Salvaje, lo cual ha sido retomado por autores posteriores.
Héctor aparece en la obra de Robert de Boron, y también en el ciclo Lanzarote-Grial y obras posteriores, incluyendo La muerte de Arturo. En estas versiones de la leyenda, Héctor recibe a Arturo, cuando este esta recién nacido, de manos de Merlín, quien no le revela la identidad del infante. Héctor cría a Arturo junto a Kay, su hijo natural.
- Datos: Q971238